# Bjeloruska rukometna reprezentacija
Bjeloruska rukometna reprezentacija predstavlja državu Bjelorusiju u športu rukometu.
Trenutačni izbornik: Jurij Ševcov
Krovna organizacija: BFG 

## Sudjelovanja na velikim natjecanjima

### Sudjelovanja naOI
- 1936.:
- 1972.:
- 1976.:
- 1980.:
- 1984.:
- 1988.:
- 1992.:
- 1996.:
- 2000.:
- 2004.:
- 2008.:
- 2012.:
- 2016.:
- 2020.:

### Sudjelovanja naEP
- 1994.: -
- 1996.: -
- 1998.: 8.
- 2000.: -
- 2002.: -
- 2004.: -
- 2006.: -
- 2008.: -
- 2010.: -
- 2012.: -
- 2014.: 12.
- 2016.: 10.
- 2018.: 10.
- 2020.: 10.
- 2022.: 17.

### Sudjelovanja naSP
- 1938.: -
- 1954.: -
- 1958.: -
- 1961.: -
- 1964.: -
- 1967.: -
- 1970.: -
- 1974.: -
- 1978.: -
- 1982.: -
- 1986.: -
- 1990.: -
- 1993.: -
- 1995.: 9.
- 1997.: -
- 1999.: -
- 2001.: -
- 2003.: -
- 2005.: -
- 2007.: -
- 2009.:-
- 2011.:-
- 2013.: 15. mjesto
- 2015.: 18. mjesto
- 2017.: 11. mjesto
- 2019.: -
- 2021.: 17. mjesto
- 2023.: nisu smjeli nastupiti zbog sankcija vezano za rat u Ukrajini

## Nastupi u kvalifikacijama za SP
Na izlučnim natjecanjima za sudjelovanje na SP 2007., natjecanje su okončali na 2. mjestu u skupini 5, iza Švedske.

## Poznati igrači i treneri
- Sergej Rutenka